# Parafia Najświętszej Maryi Panny Królowej Polski w Wacławicach
Parafia Najświętszej Maryi Panny Królowej Polski w Wacławicach − parafia rzymskokatolicka znajdująca się w archidiecezji przemyskiej w dekanacie Radymno I. Od 1997 roku proboszczowie z Wacławic administrują parafią w Drohojowie.

## Historia
W 1920 roku na terenie wsi Trójczyce rozparcelowano folwark, na którego terenie osiedlili się osadnicy z okolic Jarosławia i Łańcuta. W latach 1920–1922 wyremontowano zniszczoną w czasie wojny dworską gorzelnię, którą zaadaptowano na kaplicę, plebanię i szkołę. 1 listopada 1922 roku ks. dr Jan Kwolek dokonał poświęcenia kaplicy pw. Najświętszej Maryi Panny Królowej Polski. 15 czerwca 1923 roku została erygowana ekspozytura, z wydzielonego terytorium: parafii Kosienice (Trójczyce, Zabłotce), parafii Radymno (Drohojów) i parafii Ujkowice (Hnatkowice). 
25 czerwca 1927 roku Trójczyce zostały podzielone i kościół znalazł się w nowej miejscowości Wacławice. 17 listopada 1927 roku zmieniono nawę ekspozytury na Wacławice. W 1947 roku dokonano remontu kościoła przez powiększenie go o pomieszczenia plebanii i szkoły. 19 września 1947 roku bp Franciszek Barda dokonał poświęcenia kościoła. 
W marcu 2003 roku rozpoczęto rozbudowę kościoła, a 6 listopada 2004 roku abp Józef Michalik poświęcił kościół. 20 grudnia 2015 roku abp Józef Michalik dokonał konsekracji kościoła.
Na terenie parafii jest 1 413 wiernych (w tym: Wacławice – 427, Drohojów część – 75, Hnatkowice – 429, Trójczyce – 461).
Proboszczowie parafii:
1923–1925. ks. Andrzej Skrobacz (ekspozyt).
1925–1929. ks. Leon Bobola (administrator).
1929. ks. Jan Świdnicki (administrator excurrendo z Kaszyc).
1929–1933. ks. Antoni Lorens
1933–1947. ks. Jan Szurek.
1947. ks. Antoni Soszyński (administrator excurrendo z Drohojowa).
1947–1965. ks. Józef Hędrzak (administrator).
1965–1978. ks. Władysław Rybka (administrator).
1978–1997. ks. Bolesław Markowicz.
1997–2002. ks. Kazimierz Kopeć.
2002–2016. ks. Adam Hus.
2016– nadal ks. prał. Andrzej Stopyra.

## Kościół filialny
W 1988 roku w Hnatkowicach rozpoczęto budowę murowanego kościoła filialnego, według projektu inż. arch. Józefa Olecha. 5 sierpnia 1990 roku bp Ignacy Tokarczuk poświęcił kościół pw. Narodzenia Najświętszej Maryi Panny